# Manfred Barth
Manfred Barth, född 31 augusti 1945, är en tysk bågskytt. Han deltog vid olympiska sommarspelen 1988.